# اگ هاربور سیتی (نیوجرسی)
اگ هاربور سیتی (به انگلیسی: Egg Harbor City) شهری در ایالت نیوجرسی کشور ایالات متحده آمریکا است که جمعیت آن در سرشماری سال ۲۰۱۰ میلادی، ۴٬۲۴۳ نفر بوده‌است.